# Puconci
Puconci () so naselje v Občini Puconci.

## Etimologija
Prvič se pojavijo v viriv leta 1365 in 1366 kot Monakfolua ali Monakfalua. Leta 1499 je pojavijo kot Puczonynch. Verjetno izvirajo iz osebnega imena Puc, iz katerega izhaja še priimek Pucko ali Pücko, ki je zelo pogost na južnem delu Prekmurja. Puc je verjetno hipokoristik nemškega osebnega imena Burkhart.
V madžarščini so se imenovali Puczincz, po madžarizaciji je nastalo umetno poimenovanje Battyánd.
V prekmurščini se imenujejo Püconci. Pridevnik puconski/püconski, prebivalec Pucončan/Pücončar.

## Znane osebnosti
- Blaž Berke
- Franc Berke
- Mihael Kološa
- Grgo Lutar
- Štefan Lülik
- Aleksander Terplan
- Števan Kühar (novinar)
- Frank Bükvič